# Infanterie-Division Friedrich Ludwig Jahn
Die Infanterie-Division „Friedrich Ludwig Jahn“ war eine deutsche Infanterie-Division des Heeres im Zweiten Weltkrieg. Die Einheit bestand überwiegend aus Angehörigen des Reichsarbeitsdienstes (RAD).

## Divisionsgeschichte
Die spätere RAD Division Nr. 2 "Friedrich Ludwig Jahn" wurde als Infanterie-Division z. b. V. 2  im Zuge der 35. Aufstellungswelle am 31. März 1945 aus Teilen der aus Westpreußen zurückgezogenen 251. Infanterie-Division und ca. 7.500 Mann aus dem RAD auf dem Truppenübungsplatz Jüterbog aufgestellt. Die Gliederung erfolgte nach der einer Infanterie-Division 45. Die Division wurde Anfang April 1945 nach Friedrich Ludwig Jahn benannt.
Sie kam im April 1945 in der Schlacht um Berlin im Bereich südlich der Reichshauptstadt in der Armeegruppe Spree gegen die Rote Armee zum Einsatz. In der Kesselschlacht von Halbe konnte die Division erfolgreich ausbrechen und setzte sich danach bei der 12. Armee im XX. Armeekorps in Richtung Westen ab. Die Division ergab sich im Mai 1945 bei Ferchland an der Elbe der US-Armee und wurde in sowjetische Kriegsgefangenschaft überstellt.

## Gliederung
- Grenadier-Regimenter Friedrich Ludwig Jahn 1
- Grenadier-Regimenter Friedrich Ludwig Jahn 2
- Grenadier-Regimenter Friedrich Ludwig Jahn 3
- Divisions-Füsilier-Bataillon Friedrich Ludwig Jahn
- Artillerie-Regiment Friedrich Ludwig Jahn
- Pionier-Bataillon Friedrich Ludwig Jahn

## Kommandeure
- Generalleutnant Friedrich-Wilhelm von Loeper: März 1945
- Oberst Ludwig Zöller: April 1945
- Oberst Gerhard Klein: April 1945
- Oberst Franz Weller: ab April 1945 bis zur Auflösung